# Chera (Guadalajara)
Chera es una localidad española del municipio de Prados Redondos, perteneciente a la provincia de Guadalajara, en la comunidad autónoma de Castilla-La Mancha. Está constituida como entidad de ámbito territorial inferior al municipio y tiene una población de 7 habitantes (INE 2022).

## Geografía
La localidad es cruzada por el río Gallo, afluente del Tajo, en lugar arriscado y muy frondoso. 

## Historia
En sus alrededores se encuentran unos restos celtíberos en un paraje conocido como El Castro de la Coronilla, una colina que en su parte superior tiene restos de tumbas prehistóricas.
Hacia mediados del siglo XIX, el lugar, por entonces con ayuntamiento propio, que incluía también a Aldehuela del Pedregal, tenía contabilizada una población de 82 habitantes. La localidad aparece descrita en el séptimo volumen del Diccionario geográfico-estadístico-histórico de España y sus posesiones de Ultramar de Pascual Madoz de la siguiente manera:

CHERA: ald. con ayunt. que lo forma con el pueblo de Aldehuela del Pedregal, en la prov. de Guadalajara (23 leg.), part. jud. de Molina (2), aud. terr. de Madrid (33), c. g. de Castilla la Nueva, dióc. de Siguenza (13): sit. en la salida de un barranco á las márg. del r. Gallo que divide la pobl. en 2 barrios, distantes entre sí unos 120 pasos, los cuales se comunican por un puente de madera con pilastras de piedra seca: la combaten principalmente los vientos N. y NO., que hacen su clima frio y propenso á tercianas, dolores de costado y pulmonias: tiene 50 casas, la consistorial con cárcel, escuela de instruccion primaría, concurrida por 20 alumnos, á cargo de un maestro cuya dotacion se paga en grano por el vecindario y padres de los discípulos, una posada pública y una igl. parr. (la Asuncion de Ntra. Sra.), matriz de la de Aldehuela. térm.: confina N. Aldehuela; E. Morenilla; S. Anjuela la Seca, y O. Prados-redondos; dentro de él se encuentran en el sitío llamado Villarviejo, el desp. de los Casares, y hacia el camino de Prados-redondos, una ermita (la Purísima Concepcion) edificio de bastante capacidad y solidez, con un pórtico sostenido por dos pilares de piedra silleria; la imagen de la titular, que es de talla y buen gusto, perteneció á un párroco de Prados-redondos, el cual la regaló á Chera con la condicion de que se edificase el santuario donde se halla. El terreno en su mayor parte es quebrado, con algunas cañadas y trozos de vega; comprende una dehesa de pasto y dalla y varios huertos fertilizados por las aguas del Gallo; se hallan en cultivo unas 1,200 fan. en esta forma: 50 de regadío de primera calidad; 300 que aunque de secano son superiores; 500 medianas, y 350 muy inferiores. caminos: los locales y el de herradura que conduce de Molina á Teruel, se hallan en regular estado. correo: se recibe y despacha 2 veces á la semana en la estafeta de Molina por un cartero. prod.: trigo puro, centeno, cebada, avena, yeros, garbanzos, guisantes, guijas, patatas, cáñamo y verduras; se cria ganado lanar, vacuno, mular, yeguar, asnal y de cerda, caza de perdices, liebres y algun conejo; pesca de cangrejos y esquisitas truchas asalmonadas, siendo muy frecuente el cogerlas de 4, 6 y hasta 10 libras. ind.: la agrícola, algunos de los oficios mas neceraríos, y la pesca de truchas y cangrejos que se estraen para Molina y otros puntos. comercio: esportacion de algun ganado y frutos sobrantes, é importacion de los art. que faltan; hay una tienda de abaceria surtida también de otros géneros, y entre ellos madera y muebles ordinarios, que se espenden ya á metálico y ya en cambio de frutos y otros art. pobl.: 27 vec., 82 alm. cap. prod.: 467,780 rs. imp.: 42,100 contr.: 2,484 presupuesto municipal 800; se cubren con un impuesto en la taberna, y el déficit por reparto entre los vecinos.
(Madoz, 1847, p. 318)

El barrio que hay al otro lado del río Gallo, al que en 1850 se pasaba por un puente de madera, es conocido como Barrio del Marqués y en él tuvo la casona el marqués de Santa Coloma que tenía por estos términos grandes propiedades. 
En la actualidad existen unas cincuenta casas, de las cuales unas pocas están habitadas en invierno. En los meses de verano, mayormente agosto, la población se multiplica (puede llegar a cerca de 400 residentes).

## Patrimonio

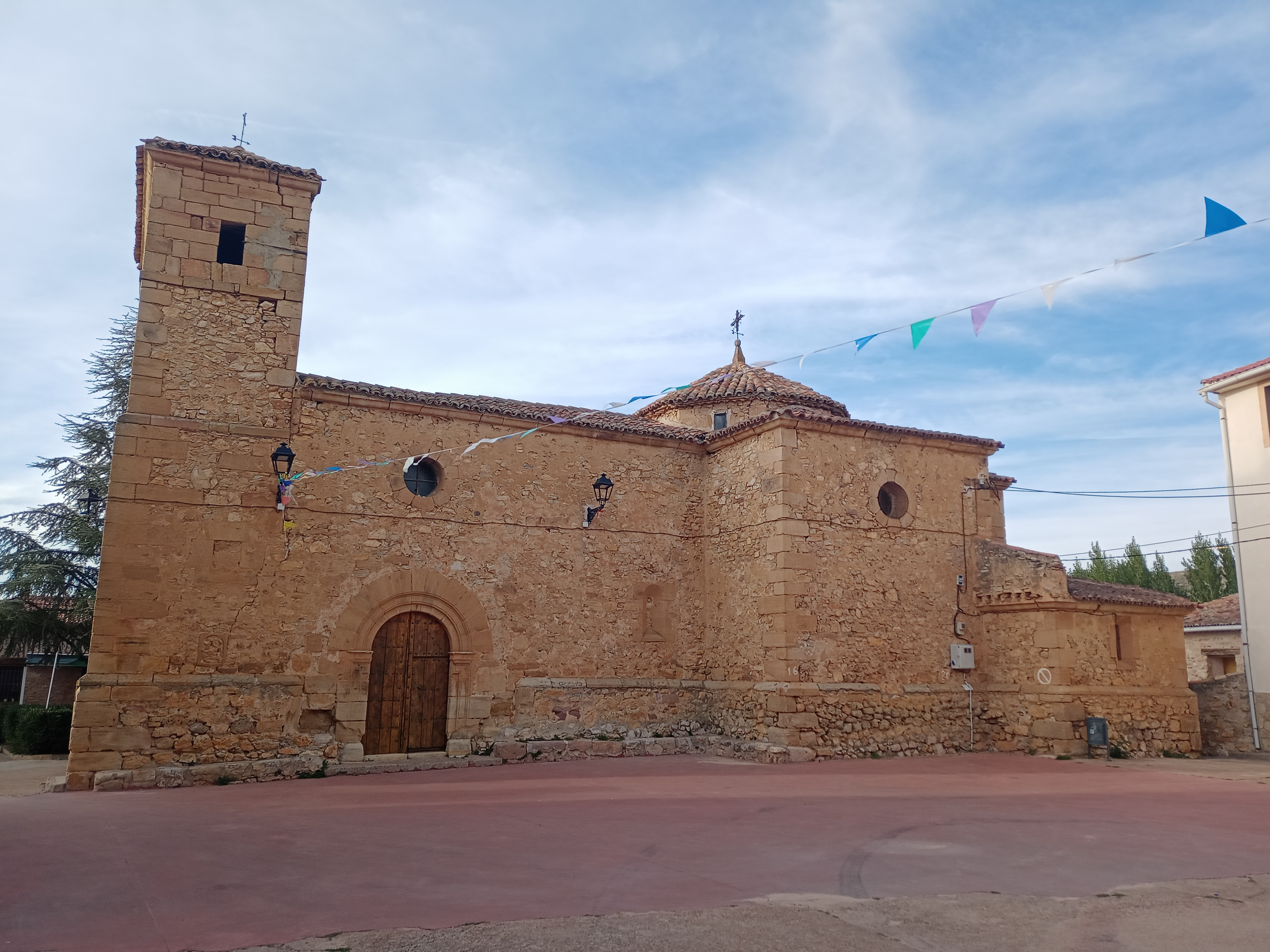
Iglesia de la Asunción

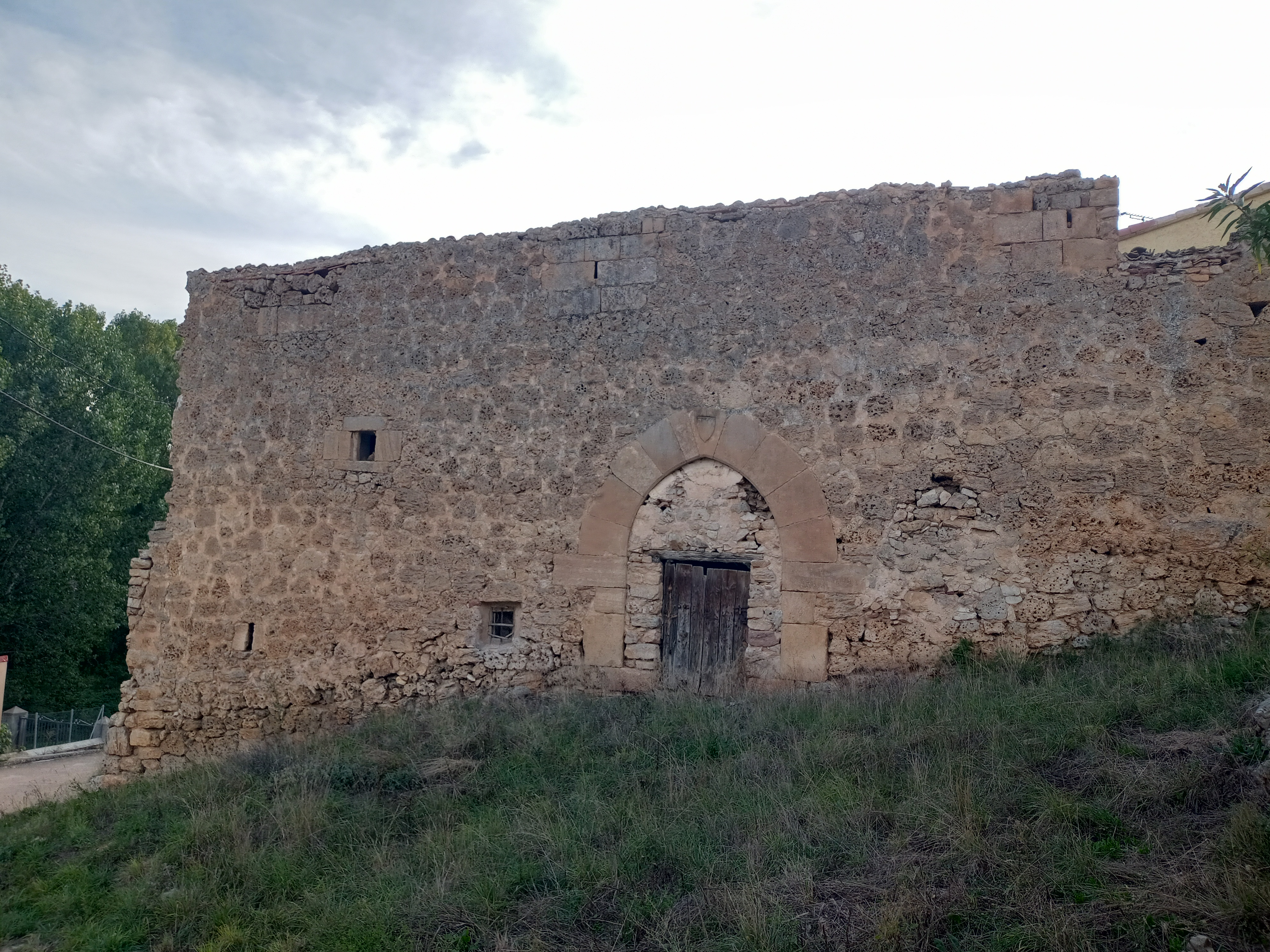
Casa fuerte

- Iglesia de la Asunción de Nuestra Señora.[3]
- Ermita de la Soledad, en la carretera en dirección a Prados Redondos; edificio sencillo fechado en 1694 de planta cuadrada y pórtico de entrada, adosado al cementerio de la población.
- Casa fuerte del Marqués de Santa Coloma: Es un ejemplo de casa fortificada, "Casa Fuerte", de origen medieval (siglo XIII) en la que todavía es posible apreciar el patio de armas, escudo nobiliario y otros elementos como un par de arcos.
- Horno de pan.
- Lavadero.
- El Molino